# E tu lo chiami Dio
E tu lo chiami Dio è un brano musicale del cantautore italiano Eugenio Finardi, scritto da Roberta Di Lorenzo, e pubblicato come singolo il 15 febbraio 2012 dall'etichetta discografica Edel Italia. Il brano è stato incluso nell'album di Finardi Sessanta.
Il brano ha partecipato al Sessantaduesimo Festival della Canzone Italiana di Sanremo e si è classificato 10º. La sua partecipazione al Festival è stata annunciata il 15 gennaio 2012.

## Il brano
In un'intervista, Eugenio Finardi, parlando del brano E tu lo chiami Dio, ha spiegato:
(Eugenio Finardi)
Originariamente E tu lo chiami Dio doveva essere interpretato dalla sua autrice Roberta Di Lorenzo nella categoria giovani, mentre Finardi avrebbe operato soltanto come produttore. È stato lo stesso Gianni Morandi, conduttore ed organizzatore del Festival a chiedere e convincere Eugenio Finardi a partecipare al Festival in qualità di cantante.
L'autrice ha poi inciso una sua personale versione del brano inclusa nel suo secondo album, intitolato come un verso del brano, Su questo piano che si chiama terra.

## Tracce
Download digitale
1. E tu lo chiami Dio - 3:37